# Мичуринский лесоучасток
Мичу́ринский лесоуча́сток — посёлок в Мичуринском районе Тамбовской области России. Входит в состав Жидиловского сельсовета.

## География
Посёлок находится в северо-западной части Тамбовской области, в лесостепной зоне, в пределах Окско-Донской низменной равнины, на расстоянии примерно 20 км (по прямой) к северо-западу от города Мичуринск, административного центра района. Абсолютная высота — 145 м над уровнем моря.

### Климат
Климат умеренно континентальный, с холодной продолжительной зимой и тёплым летом. Средняя температура воздуха самого холодного месяца (января) — −10,5 °C (абсолютный минимум — −39 °C); самого тёплого месяца (июля) — 20 °C (абсолютный максимум — 38 °С). Безморозный период длится в среднем 136 дней. Среднегодовое количество атмосферных осадков составляет 550 мм, из которых 366 мм выпадает в период с апреля по октябрь.

## История
В 2009 году посёлок Ранинский лесозавод переименован в Мичуринский лесоучасток.

## Население
| 1989 | 2010 |
| ---- | ---- |
| 195  | ↘156 |

### Половой состав
По данным Всероссийской переписи населения 2010 года, в гендерной структуре населения мужчины составляли 44,9 %, женщины — соответственно 55,1 %.

### Национальный состав
Согласно результатам переписи 2002 года, в национальной структуре населения русские составляли 99 % из 184 чел.